# La Queue-les-Yvelines
La Queue-les-Yvelines – miejscowość i gmina we Francji, w regionie Île-de-France, w departamencie Yvelines.
Według danych na rok 1990 gminę zamieszkiwało 1811 osób, a gęstość zaludnienia wynosiła 314 osób/km² (wśród 1287 gmin regionu Île-de-France La Queue-les-Yvelines plasuje się na 501. miejscu pod względem liczby ludności, natomiast pod względem powierzchni na miejscu 624.).